# Mauregat d'Astúries
Mauregat (Astúries, 719?–788) va ser el rei d'Astúries entre el 783 i el 788.

## Orígens familiars
Fill natural d'Alfons I d'Astúries i de Sisalda, una concubina que va tenir el monarca a la mort de la seva esposa Ermessenda. Es desconeix l'origen d'aquesta dona o si era noble, alguns diuen que era una musulmana que havia estat empresonada durant les campanyes militars d'Alfons I, mentre que d'altres la fan asturiana i originària de Casu o una serva del nord-oest de Galícia. La tesi musulmana sosté que el nom de Mauregat tenia a veure amb el mot «maurus», és a dir, moro, cosa que explicaria el suport que va tenir dels andalusins en l'ascens al poder.

## Ascens al tron
A la mort de Silo, d'acord amb les disposicions de la seva vídua Adosinda, havia de ser coronat rei Alfons, que va rebre el suport de diversos magnats de la cort. Tanmateix, a palau es organitzar una important oposició, que hom ha definit com una mena de cop d'estat, que va situar Mauregat al tron, el qual va comptar també amb el suport extern dels musulmans del sud. La conspiració va tenir com a conseqüència també la fugida d'Alfons II, que va refugiar-se a terres vascones, mentre que la reina mare es va recloure en un convent.

## Regnat
El seu regnat és considerat una època de pau amb l'exterior, atès que no hi ha constància d'enfrontaments entre cristians i musulmans. A més, les marques fronteres, situada a les zones de gallecs i vascons, es van mantenir fidels i sense intents de separació, a diferència dels regnats de Silo i Aureli. Destaca la seva lluita contra l'adopcionisme, que va comptar amb la intervenció de Carlemany, l'arquebisbe de Toledo Elipand i el monjo Beat de Liébana.
La historiografia tradicionalment ha anomenat i considerat aquest monarca de bastard, traïdor, usurpador, mestís o de tenir poc atractiu físic. Aquest relat va començar probablement durant el mateix regnat de Mauregat per part de la facció que va perdre el tron. Autors com Lucas de Tui o Rodrigo Jiménez de Rada, al segle xiii, el titllen de depravat i d'haver dut a terme el reconeixement de la supremacia de l'emirat de Còrdova en el llegendari tribut de les cent donzelles.

## Successió
A la seva mort es va afavorir el llinatge càntabre i va accedir al tron Beremund, germà d'Aureli i nebot d'Alfons I.

## Sepultura
Les seves restes van ser enterrades a l'església de San Juan de Santianes de Pravia, en un sepulcre llis. A la mateixa església van ser enterrats el rei Silo i la seva muller Adossenda, filla d'Alfons I i germanastra de Mauregat. L'historiador del segle xvi Tirso de Avilés y Hevia va deixar escrit que sobre la tomba hi havia escrit l'epitafi Hic iacet in Pravia qui pravus fuit (en català «Aquí a Pravia descansa el que fou depravat».

## Matrimoni i descendència
Tradicionalment es creu que es va casar amb Creusa. Tanmateix, historiadors contemporanis han posat en dubte aquest matrimoni. Fruit d'aquesta unió hauria nascut un fill, Hermenegild.